# Wüstenlangohr
Im Wörterbuch der Säugetiernamen (2015) wird neben dieser Art auch das Nordostafrikanische Langohr als Wüsten-Langohrfledermaus bezeichnet.
Das Wüstenlangohr (Otonycteris hemprichii) ist eine Fledermausart aus der Familie der Glattnasen (Vespertilionidae). Es ist im nördlichen Afrika (von Marokko und Niger bis Ägypten), auf der Arabischen Halbinsel sowie in Teilen Zentralasiens (bis Kasachstan und Kaschmir) beheimatet.
Das Fell dieser Fledermäuse ist an der Oberseite sandfarben gefärbt, die Unterseite ist weiß. Auffallend sie die bis zu 40 Millimeter langen Ohren, die an der Basis zusammengewachsen sind. Die Tiere erreichen eine Körperlänge von 73 bis 81 Millimeter und ein Gewicht von 18 bis 20 Gramm, sind also etwas größer als die europäischen Langohrfledermäuse.
Lebensraum der Wüstenlangohren sind ausgesprochen trockene und unfruchtbare Regionen. Als Schlafplätze dienen ihnen Felsspalten und Gebäude. In der Nacht begeben sie sich mit einem langsamen, flatterigen Flug auf Nahrungssuche, wobei sie sich meist nahe am Boden aufhalten. Dort suchen sie nach bodenlebenden Arthropoden. Sie jagen vor allem  Spinnentiere und Heuschrecken. In einer Studie aus Israel konnte nachgewiesen werden, dass bis zu 70 % des Fledermauskots Skorpionsüberreste enthielt. Dabei handelte es sich teilweise um Überreste äußerst giftiger Arten. Obwohl die Fledermäuse beim Beutegreifen nachweislich von den Skorpionen durchaus in den Kopf gestochen werden können, erleiden sie keine Vergiftungserscheinungen. Offenbar sind sie gegen die Wirkung verschiedener Skorpiongifte immun.
Über die Fortpflanzung ist wenig bekannt. Weibchen bilden zur Geburt und Jungenaufzucht Wochenstuben, die sich aus drei bis 15 Tieren zusammensetzen. Im Gegensatz zu vielen anderen Glattnasen dürften bei ihnen Zwillingsgeburten überwiegen.